# Ira Steven Behr
Ira Steven Behr (nascut el 23 d'octubre de 1953) és un guionista i productor de televisió estatunidenc, conegut sobretot pel seu treball a Star Trek, especialment a Star Trek: Deep Space Nine, en la qual va ser showrunner i productor executiu. Va ser el productor executiu i showrunner de Crash, productor executiu dAlphas de Syfy i guionista i coproductor executiu dOutlander.

## Biografia
Behr va néixer a la ciutat de Nova York en una família jueva. Va estudiar al Lehman College de Nova York. Després de graduar-se, es va traslladar a Los Angeles per dedicar-se a escriure comèdies per a televisió i cinema.
Behr està casat amb Laura Feder, que apareix com a coreògrafa en tres episodis de Deep Space Nine i un episodi de Voyager.

## Carrera

### Primers treghalls
El primer treball d'escriptor de Behr va ser a la sèrie dramàtica Bret Maverick. Behr va continuar treballant en drames de televisió, durant la dècada de 1980, entre ells:
- Jessica Novak (1981, editora d'arguments)
- Fame (1982, escriptor i productor)
- Seven Brides for Seven Brothers (1982, escriptor)
- Bring 'Em Back Alive (1982, guionista)
- Once a Hero (1987, guionista i productor)
- The Bronx Zoo (1987, guionista)

### Star Trek
Després de diversos anys escrivint i produint televisió, i mentre encara era redactor a Beyond Reality, Behr va ser contractat com a productor durant la tercera temporada de Star Trek: La nova generació.
Behr sentia que hi havia massa normes i regulacions i se sentia atrapat creativament, així que va deixar La nova generació després d'un any. Va seguir sent un bon amic de Michael Piller i va escriure l'episodi de la quarta temporada "Qpido" com a escriptor independent. Piller el va convèncer perquè s'unís a la nova sèrie Star Trek: Deep Space Nine com a productor supervisor. A l'inici de la segona temporada, Behr va ser ascendit a coproductor executiu. L'any següent, el cocreador Michael Piller va marxar per produir la següent sèrie de Star Trek, Star Trek: Voyager i Behr el va substituir com a productor creador i productor executiu. Com a productor creador, Behr reportava al productor executiu en cap i cap de franquícia Rick Berman. Tot i que no estaven d'acord en moltes coses, Behr va dir que tenien una bona relació de treball.
Behr va arribar a escriure un total de 53 dels 176 episodis de Deep Space Nine, més que qualsevol altre escriptor.
Com a productor executiu, Behr va ser en gran part responsable de l'arc argumental de la sèrie, des de la política bajorana fins a la Guerra del Domini. Aquesta complexa història serialitzada va ser un allunyament del format episòdic tradicional de "Star Trek", i la narrativa de la guerra va ser un trencament amb la visió del futur típicament esperançadora de "Star Trek".
Behr va escriure o coescriure alguns dels episodis més importants de l'arc del Domini, incloent-hi "The Jem'Hadar", "The Search", "The Way of the Warrior", "Broken Link", "Apocalypse Rising", "In Purgatory's Shadow", "By Inferno's Light", "Call to Arms", "Sacrifice of Angels", "Tears of the Prophets" i l’episodi final, "What You Leave Behind".

#### Desenvolupament dels ferengi
Behr també va tenir un paper important en el desenvolupament de la raça alienígena ferengi durant el seu treball a Deep Space Nine. Tot i que els ferengi es van introduir per primera vegada a la primera temporada de La nova generació com a possible antagonista important, van resultar infructuosos i, en temporades posteriors, es van convertir en una font ocasional d'alleujament còmic. Però no va ser fins a Deep Space Nine, que incloïa un personatge ferengi al seu repartiment habitual, que els ferengi van ser realment explorat en profunditat. Behr va participar en la majoria dels primers episodis relacionats amb els ferengi, i va introduir el concepte de les regles d'adquisició ferengi i va escriure la majoria de les regles que van aparèixer a la sèrie. Aquestes regles es van publicar posteriorment com a The Ferengi Rules of Acquisition, by Quark as told to Ira Steven Behr (ISBN 0-671-52936-6). Juntament amb el seu company productor de "Deep Space Nine" Robert Hewitt Wolfe, Behr també va coescriure Legends of the Ferengi,una col·lecció d'històries curtes que tracten les regles d'adquisició.(ISBN 0-671-57901-0)

#### Documental
Behr va ser la força impulsora darrere del documental What We Left Behind.

### Post-Star Trek
Behr va deixar Star Trek després de la finalització de la setena temporada de Deep Space Nine el 1999. Va tornar a treballar amb René Echevarria a la segona temporada de Dark Angel (2000) com a productor consultor. Behr va ser guionista i productor executiu de la sèrie de curta durada Bob Patterson (2001), creada i protagonitzada per Jason Alexander.
Va tornar a Paramount per al revival de La Dimensió Desconeguda (2002) com a guionista i productor executiu. Es va emetre a UPN directament després de Star Trek: Enterprise, i es va emetre durant una sola temporada de 42 episodis. Behr va descriure el ràpid canvi de producció com una bogeria però, malgrat la dificultat, va trobar gratificant la camaraderia i la dedicació a la sala de guionistes, i va dir que gairebé tots els guionistes haurien estat disposats a tornar-ho a fer durant una altra temporada si se'ls hagués donat l'oportunitat. Va pensar que UPN realment no volia la sèrie i que no era una bona opció per a la cadena. També va treballar com a guionista i productor consultor a la sèrie Dr. Vegas (2004). René Echevarria va crear la sèrie The 4400 (2004–2007), a la qual Behr es va unir com a guionista i va assumir el càrrec de productor executiu. La sèrie va durar quatre temporades, i Behr va gaudir de l'experiència i va pensar que "vam fer alguns episodis realment bons".
El 2017, Behr va produir el llargmetratge Lucky protagonitzat per Harry Dean Stanton.

### Crash: Temporada 2
El febrer del 2009, Behr va ser nomenat guionista principal de la sèrie de televisió de Starz Crash (basada en la pel·lícula de Paul Haggis) mentre s'acostava a la segona temporada, que es va emetre a la tardor del 2009. Després de la seva decepció per la cancel·lació de "The 4400", la gent es va sorprendre que Behr decidís unir-se a la sèrie que estava passant per dificultats. Ho va veure com una oportunitat, ja que serien més oberts i disposats a fer les coses de manera diferent que si hagués estat una sèrie més reeixida. L'actor principal Dennis Hopper va morir el maig de 2010 i la sèrie no es va renovar per a una tercera temporada.

### Alphas
El desembre de 2010, Behr va ser nomenat guionista principal, productor executiu i productor executiu de la sèrie Alphas de Syfy Channel, per a la qual s'havia produït un pilot, escrit per Zak Penn i Michael Karnow i dirigit per Jack Bender. Behr va supervisar els deu episodis restants de la primera temporada d'onze episodis.

### Outlander
Del 2014 al 2016, Behr va ser guionista i coproductora executiva de Outlander, juntament amb el seu col·laborador de Deep Space Nine Ronald D. Moore.